# Ренді Бруер
Ренделл В. Бруер (англ. Randall W. Breuer, нар. 11 жовтня 1960, Лейк-Сіті, Міннесота, США) — американський професіональний баскетболіст, що грав на позиції центрового за декілька команд НБА.

## Ігрова кар'єра
На університетському рівні грав за команду Міннесота (1979–1983). 
1983 року був обраний у першому раунді драфту НБА під загальним 18-м номером командою «Мілвокі Бакс». Захищав кольори команди з Мілвокі протягом наступних 7 сезонів.
З 1990 по 1992 рік грав у складі «Міннесота Тімбервулвз».
1992 року перейшов до «Атланта Гокс», у складі якої провів наступний сезон своєї кар'єри.
Останньою ж командою в кар'єрі гравця стала «Сакраменто Кінґс», до складу якої він приєднався 1993 року і за яку відіграв один сезон.